# Jan Karol Czolański
Jan Karol Czolański (falecido em 10 de Novembro de 1664) foi um prelado católico romano que serviu como bispo auxiliar de Lutsk (1662–1664)

## Biografia
No dia 5 de Junho de 1662, Jan Karol Czolański foi nomeado durante o papado de Alexandre VII como Bispo Auxiliar de Lutsk e Bispo Titular de Orthosias na Caria. Serviu como Bispo Auxiliar de Lutsk até à sua morte a 10 de Novembro de 1664.